# Manchang de Jijie
Manchang de Jijie (xinès simplificat: 漫长的季节, pinyin: Màncháng de jìjié, literalment 'La llarga estació') és una sèrie emesa exclusivament a Tencent Video i estrenada el 22 d'abril de 2023. Es tracta d'un thriller vital produït per Penguin Film and Television, dirigit per Xin Shuang, protagonitzat per Fan Wei, Qin Hao, Chen Minghao, i amb la participació de Li Gengxi, Liu Yitie, Jiang Qiming, entre d'altres. Explica la història d'un poble fictici del Dongbei anomenat "Hualin", en una trama que abasta vora 20 anys entre múltiples personatges a causa d'un cas que comença amb la troballa d'un cadàver.

## Història
Els personatges principals i el marc de la història de l'obra provenen de la història i el guió originals "Lin dong zhi ren", obra del guionista Yu Xiaoqian. Tanmateix, en comparació amb la versió original, l'equip de guionistes i el director han fet adaptacions substancials en el guió. El títol de la sèrie, "La llarga temporada", es basa en la història breu del mateix nom escrita pel planificador literari de l'obra Ban Yu. Al mateix temps, el poema "La llarga temporada", escrit per Wang Yang a l'obra, també és El treball de Ban Yu. El director Xin Shuang va dir en una entrevista que el motiu pel qual va triar el nom és que, en un sentit estricte, Wang Xiang va quedar atrapat a la tardor després que el seu fill Wang Yang marxara. En un sentit ampli, les estacions representen el cicle de quatre estacions, sobretot com la vida. Ell espera que a través de la sensació del pas del temps i Wang Xiang, la gent puga vore tots els éssers vius.

## Trama
L'obra està ambientada a la ciutat fictícia de Hualin, al nord-est de la Xina, i la història gira al voltant d'un cas de mutilació que es va produir a la planta d'acer de la localitat, que tenia prevista el tancament. La història sencera abasta vora 20 anys, utilitzant una narració de tres línies de 1997, 1998 i 2016 amb temps i espai entrellaçats, i l'ús de flashbacks i interludis. La sèrie té un total de 12 episodis. No obstant això, els títols dels tres primers capítols apareixen un darrere l'altre en el primer episodi. Així mateix, el quart capítol no apareix fins a l'últim episodi.

## Producció
Tot i que l'obra està ambientada a una xicoteta ciutat del Dongbei, com que la història es desenvolupa a la tardor, i la tardor al nord-est en general només dura uns 50 dies, no hi hagué prou temps per a què la tripulació completara el rodatge. Per tant, la producció real de l'obra es va rodar a Kunming, Xishuangbanna i altres llocs de Yunnan, on el número de dies de tardor acostuma a ser superior a 110 dies. Per tal que l'entorn de rodatge fóra allò més semblant possible al de la regió del nord-est, el personal va plantar un camp de dacsa a Xishuangbanna, Yunnan, amb antelació.

## Resposta
Després del llançament de la sèrie, la puntuació de Douban va ser de 9. Després del final, l'atenció de l'espectacle va començar a augmentar. La puntuació de Douban va arribar a 9,5 i finalment es va estabilitzar en 9,4, convertint-se en el drama de la Xina continental més ben valorat dels últims anys. A més de l'alta qualitat del guió, la interpretació, la música, l'art, la il·luminació, el muntatge, etc. de l'obra, la història de suspens de la vida de gent comuna en el context de la reforma econòmica i el tancament d'empreses al Dongbei a la dècada del 1990 també va ser d'interés de l'audiència. La raó important és que el destí d'una generació està relacionat amb els crims de més de deu anys abans i després. La pesada metàfora dels temps també fa que l'obra siga diferent de la simple detecció de casos d'altres drames de misteri, donant més sentit a l'obra.